# Mateo Pellegrino
Mateo Pellegrino Casalánguida (Valencia, 22 de octubre de 2001) es un futbolista profesional argentino nacido en España que juega como centrodelantero en el Parma Calcio 1913 de la Serie A.

## Trayectoria

### Vélez Sarsfield
Pellegrino jugó en varias canteras de toda Europa debido a los compromisos futbolísticos de su padre en el continente, destacando el delantero centro en el Valencia y el Inter de Milán. En 2018, Pellegrino se incorporó a las divisiones juveniles de Vélez Sarsfield; unos años antes de que su padre se convirtiera en entrenador del primer equipo.
Fue ascendido a la plantilla de primera división por primera vez en enero de 2021.   Pronto apareció en el banco de suplentes para un partido de la Copa de la Liga Profesional con Rosario Central el 16 de enero, aunque no fue utilizado en la victoria como local por 3-1.  Su debut llegó a las órdenes del padre Mauricio en la misma competencia el 31 de marzo de 2021 ante Banfield en reemplazo de Lucas Janson.
El 1 de marzo de 2022 jugó su primer partido de titular y convirtió el primer gol de su carrera profesional. Vélez le ganaba a Cipoletti por los 32avos de la Copa Argentina por 5 a 0.

### Estudiantes de La Plata
A finales de junio de 2022, se incorpora en calidad de préstamo por 18 meses a Estudiantes de La Plata. 
Su primer partido en el Campeonato de Primera División 2022 fue el domingo 17 de julio de 2022 en la derrota de Estudiantes con Tigre en Victoria por 2 a 1, donde a los 86 minutos reemplazó a Manuel Castro. 
El 4 de agosto de 2022, tuvo un buen ingreso en el empate de Estudiantes ante Athletico Paranaense en Curitiba, correspondiente a la Copa Libertadores 2022.

### Platense
El 15 de agosto de 2023, se convirtió en jugador de Platense, de la Liga Profesional, a préstamo con cargo y opción de compra del 50% hasta el 31 de diciembre de 2024.El 26 de febrero de 2024 convierte su primer gol en Platense.
Culminó la temporada con 15 goles y una asistencia.

## Selección nacional
En septiembre de 2019, Pellegrino recibió una convocatoria de entrenamiento de la Argentina Sub-19 de Fernando Batista.

## Estilo de juego
Antes de convertirse en centrodelantero, Pellegrino jugó como lateral izquierdo y como extremo. Cita a Romelu Lukaku y Lucas Pratto como jugadores en los cuales se referencia.

## Estadísticas
Actualizado al último partido disputado el  15 de diciembre de 2024.
| Vélez Sarsfield Argentina | 1.ª           | 2021          | 7  | 0  | 1  | 0 | 1 | 0 | 0 | 0 | 9  | 0  |
| Vélez Sarsfield Argentina | 1.ª           | 2022          | 1  | 0  | 1  | 1 | 2 | 0 | 0 | 0 | 4  | 1  |
| Vélez Sarsfield Argentina | Total club    | Total club    | 8  | 0  | 2  | 1 | 3 | 0 | 0 | 0 | 13 | 1  |
| Estudiantes de La Plata Argentina | 1.ª           | 2022          | 5  | 0  | 0  | 0 | 2 | 0 | 0 | 0 | 7  | 0  |
| Estudiantes de La Plata Argentina | 1.ª           | 2023          | 9  | 0  | 1  | 0 | 2 | 0 | 0 | 0 | 12 | 0  |
| Estudiantes de La Plata Argentina | Total club    | Total club    | 14 | 0  | 1  | 0 | 4 | 0 | 0 | 0 | 19 | 0  |
| Platense Argentina | 1.ª           | 2023          | 0  | 0  | 13 | 0 | 0 | 0 | 0 | 0 | 13 | 0  |
| Platense Argentina | 1.ª           | 2024          | 25 | 10 | 15 | 5 | 0 | 0 | 0 | 0 | 40 | 15 |
| Platense Argentina | Total club    | Total club    | 25 | 10 | 28 | 5 | 0 | 0 | 0 | 0 | 53 | 15 |
| Total carrera | Total carrera | Total carrera | 45 | 10 | 31 | 6 | 7 | 0 | 0 | 0 | 83 | 16 |
| (1) La copa nacional se refiere a la Copa Argentina, Supercopa Argentina, Copa de la Superliga y Copa de la Liga Profesional. (2) La copa internacional se refiere a la Copa Sudamericana, Recopa Sudamericana, Copa Libertadores y Copa Suruga Bank. (3) Promedio de goles recibidos por partidos no incluye goles recibidos en partidos amistosos. |               |               |    |    |    |   |   |   |   |   |    |    |

## Palmarés

### Campeonatos nacionales
| Título         | Equipo                  | País      | Año  |
| -------------- | ----------------------- | --------- | ---- |
| Copa Argentina | Estudiantes de La Plata | Argentina | 2023 |

## Vida personal
Mateo es hijo del entrenador de fútbol y exfutbolista Mauricio Pellegrino, mientras que su tío, Maximiliano Pellegrino, también fue futbolista profesional.  Nació en Valencia, España, mientras su padre jugaba en La Liga para el club de fútbol del mismo nombre.